# Cibo di strada

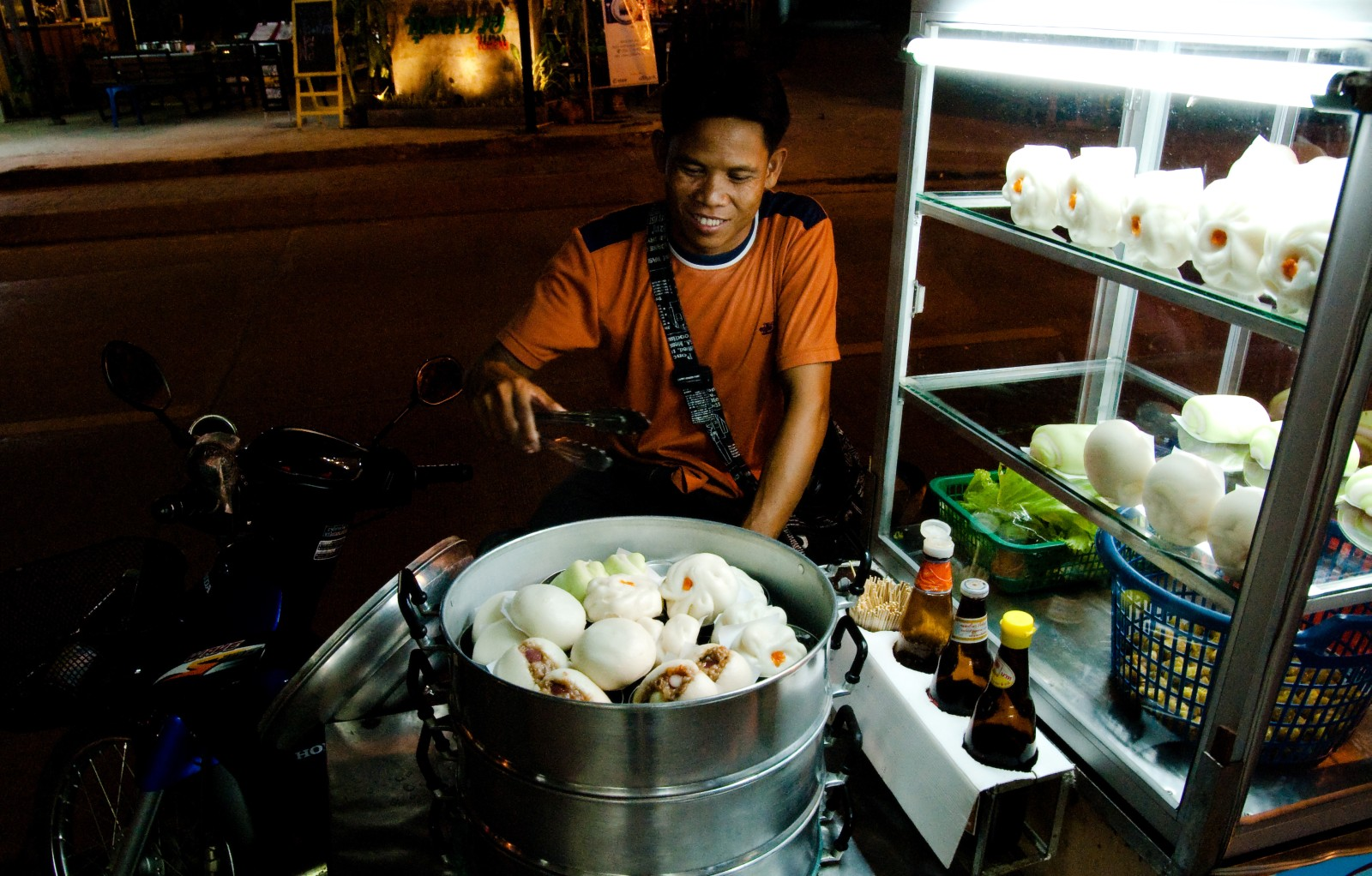
Un venditore ambulante di salapao a Chiang Mai, in Thailandia

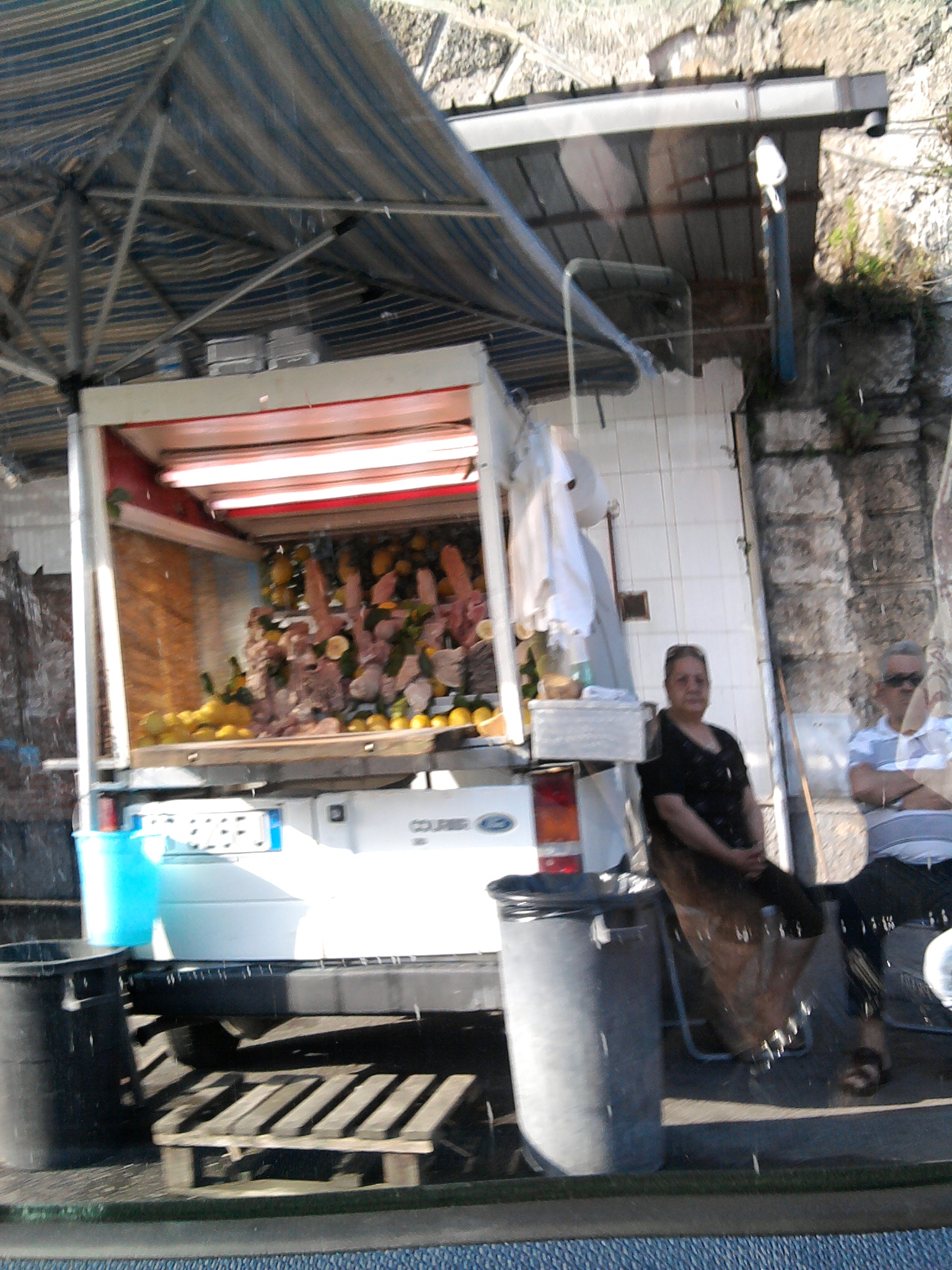
Un furgoncino attrezzato per la vendita ambulante di 'O pere e 'o musso della cucina napoletana

Il cibo di strada (in inglese street food), secondo la definizione della FAO, è costituito da una vasta gamma di bevande e alimenti pronti per il consumo, che sono venduti (e talvolta anche preparati) soprattutto in luoghi pubblici, specialmente per strada e spesso in occasioni particolari come mercatini o fiere, anche da commercianti ambulanti, talvolta su un banchetto provvisorio, ma anche da furgoni o veicoli simili appositamente allestiti. Nei centri storici di alcune città italiane si è diffusa una tipologia di piccoli locali specializzati nella preparazione e vendita di cibi da mangiare in strada.
Analogamente a quanto avviene per il fast food, la preparazione finale avviene al momento dell'ordine da parte del cliente, il prodotto finale viene consumato sul luogo d'acquisto oppure asportato.

## Storia

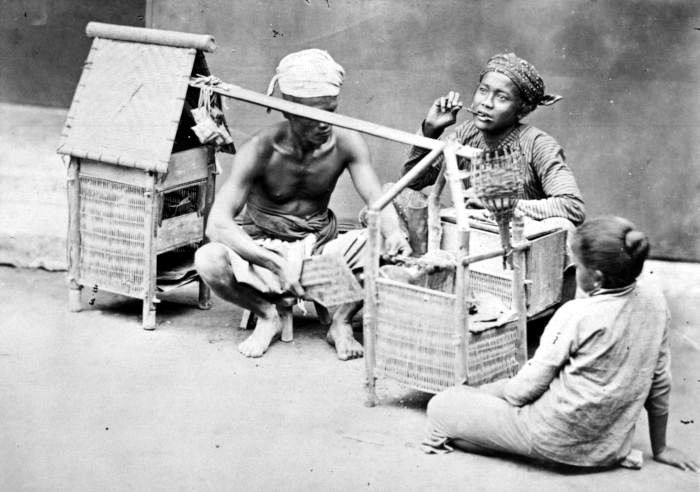
Satay un venditore di cibo di strada a Giava, Indie orientali olandesi, circa 1870, utilizza per il trasporto un pikulan, ceste trasportate con un bastone

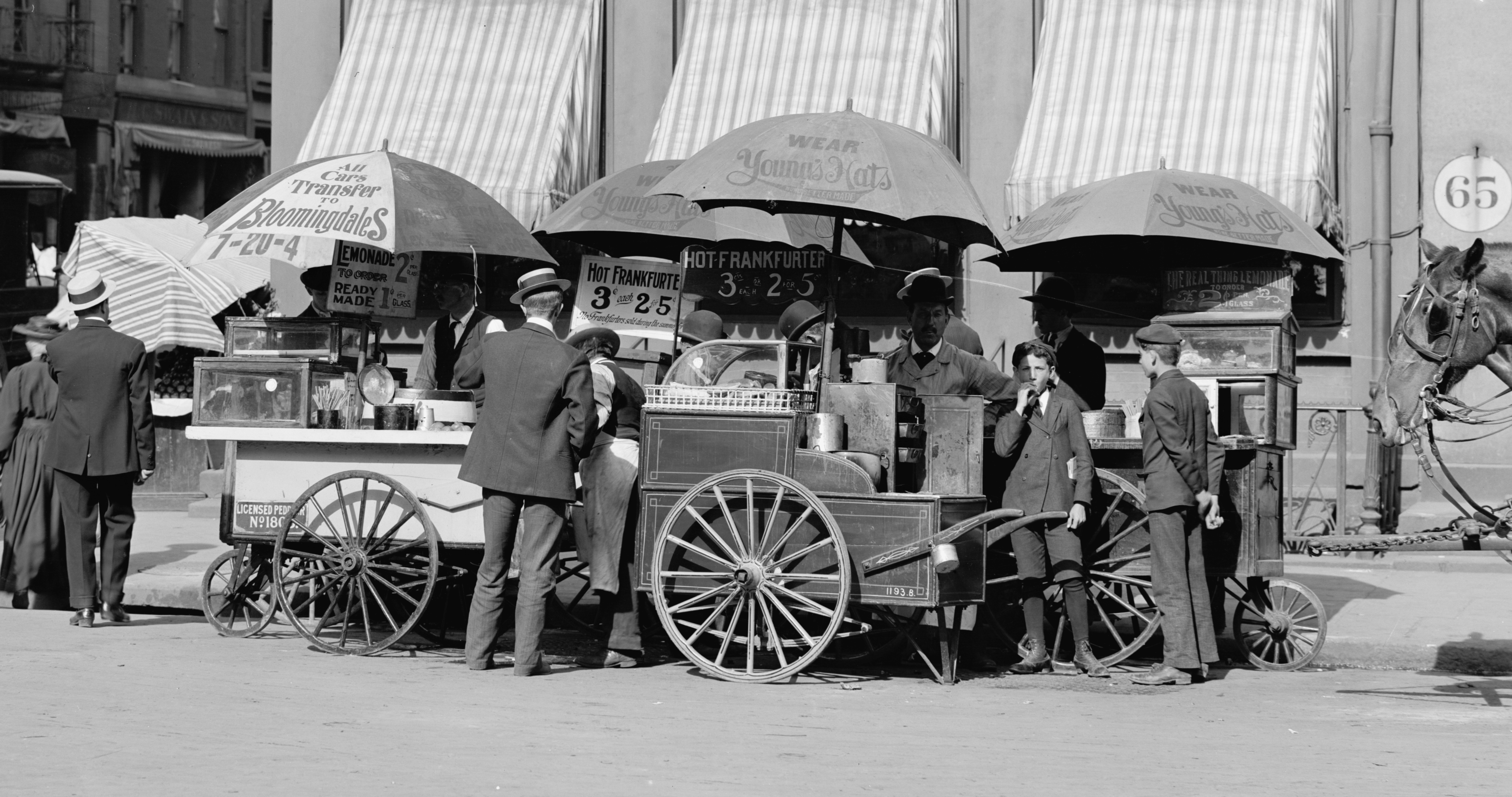
Venditori di cibo di strada a New York nel 1906

Nell'antica Grecia il cibo di strada erano piccoli pesciolini fritti, già all'epoca il filosofo greco Teofrasto espresse delle considerazioni negative sul cibo di strada. Gli scavi archeologici di Pompei hanno portato alla luce prove dell'esistenza di numerosi venditori di cibo di strada. Nell'antica Roma il cibo di strada era diffusamente consumato dai cittadini che vivevano in case prive di stufa o focolare. Un prodotto diffuso era la zuppa di ceci con pane o polenta di grano.  Nell'antica Cina il cibo di strada era consumato dalla popolazione più povera, anche se i più abbienti inviavano il personale di servizio ad acquistarlo per poi consumarlo in casa.

## Caratteristiche

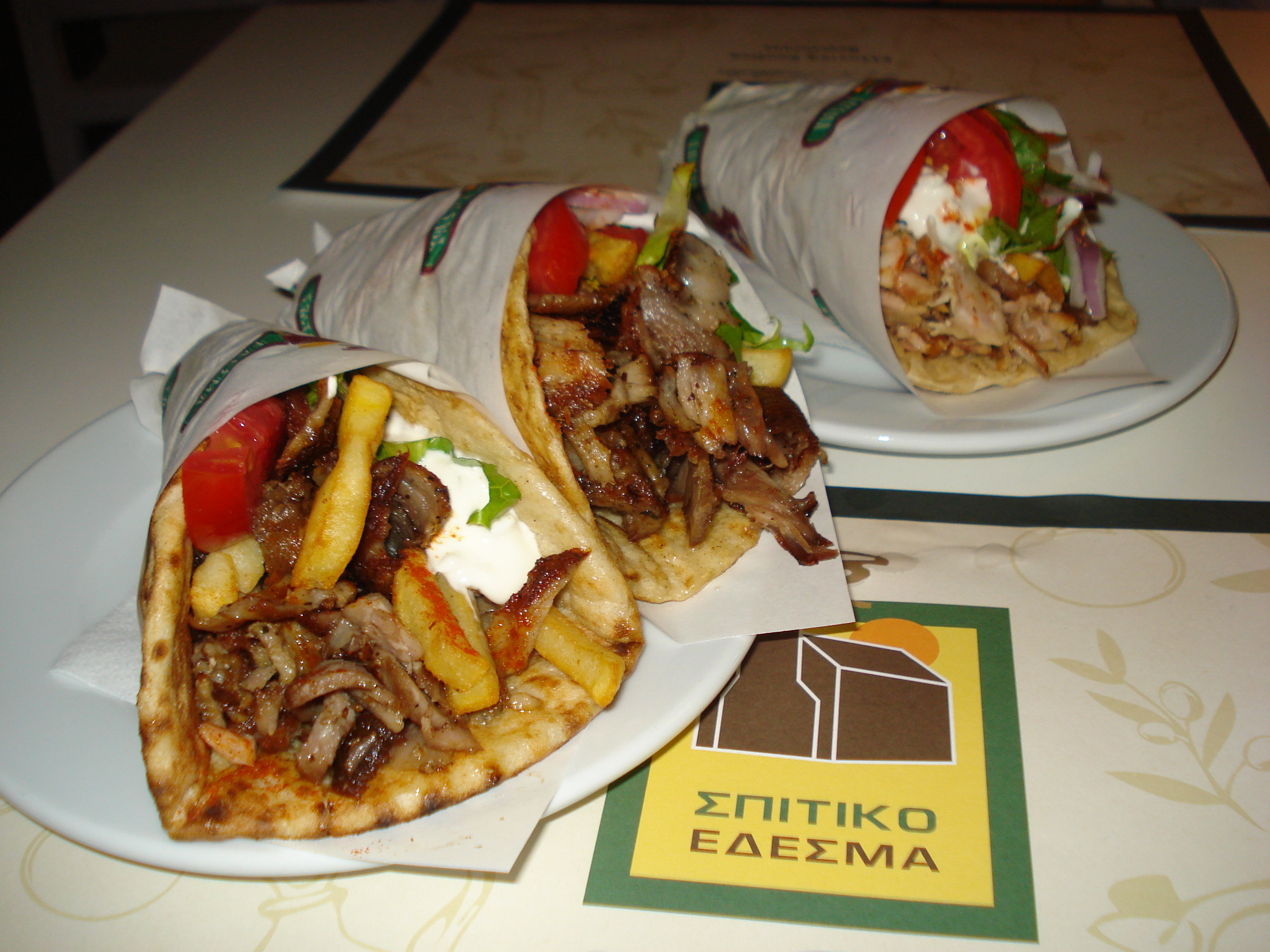
Il tradizionale gyros pita, tipico cibo da strada della cucina greca, affine al kebab turco e allo shawerma della cucina mediorientale

Il consumo di cibo per strada consente, in genere, di mangiare in maniera più informale, più rapida, e meno costosa rispetto al consumo di cibo in un ristorante o in altro luogo deputato allo scopo; stime della FAO indicano in 2,5 miliardi di persone al giorno il numero di coloro i quali si alimentano in questo modo.
Il cibo di strada fa parte del più ampio fenomeno del cibo informale (informal food sector), un settore che, nei paesi in via di sviluppo, rappresenta una delle strategie adottate per provvedere ai propri bisogni alimentari.
Alcuni cibi da strada rientrano nella categoria del finger food e del fast food. In altri casi, il consumo alimentare per strada si rivolge ad alimenti che, per lo scarso valore alimentare e culturale, sono classificati nella categoria del cibo spazzatura.
Il cibo di strada è strettamente legato al fenomeno del cibo da asporto, e ad altri fenomeni di consumo informale di cibo, come gli snack e il pranzo al sacco.

### Distribuzione automatica
In alcuni casi, il cibo da strada può essere somministrato ai consumatori attraverso distributori automatici, una modalità in forte espansione, con macchine di distribuzione collocate in luoghi particolari, come stazioni di treni o pullman, fermate di autobus e metropolitane, luoghi di lavoro, ospedali, scuole, centri commerciali, stazioni di servizio per auto.
Nel campo della distribuzione automatica, prevale la tipologia del cibo da spuntino (snack), spesso in preparazioni e confezionamenti di tipo industriale, e delle bevande sia calde sia fredde.
La distribuzione automatica offre di suo un peculiare vantaggio, la possibilità di garantire un servizio ininterrotto su 24 ore, e la possibilità di somministrazione ai clienti nei luoghi più disparati, anche in aree prive di servizi commerciali tradizionali.

## Aspetti economici, antropologici e culturali

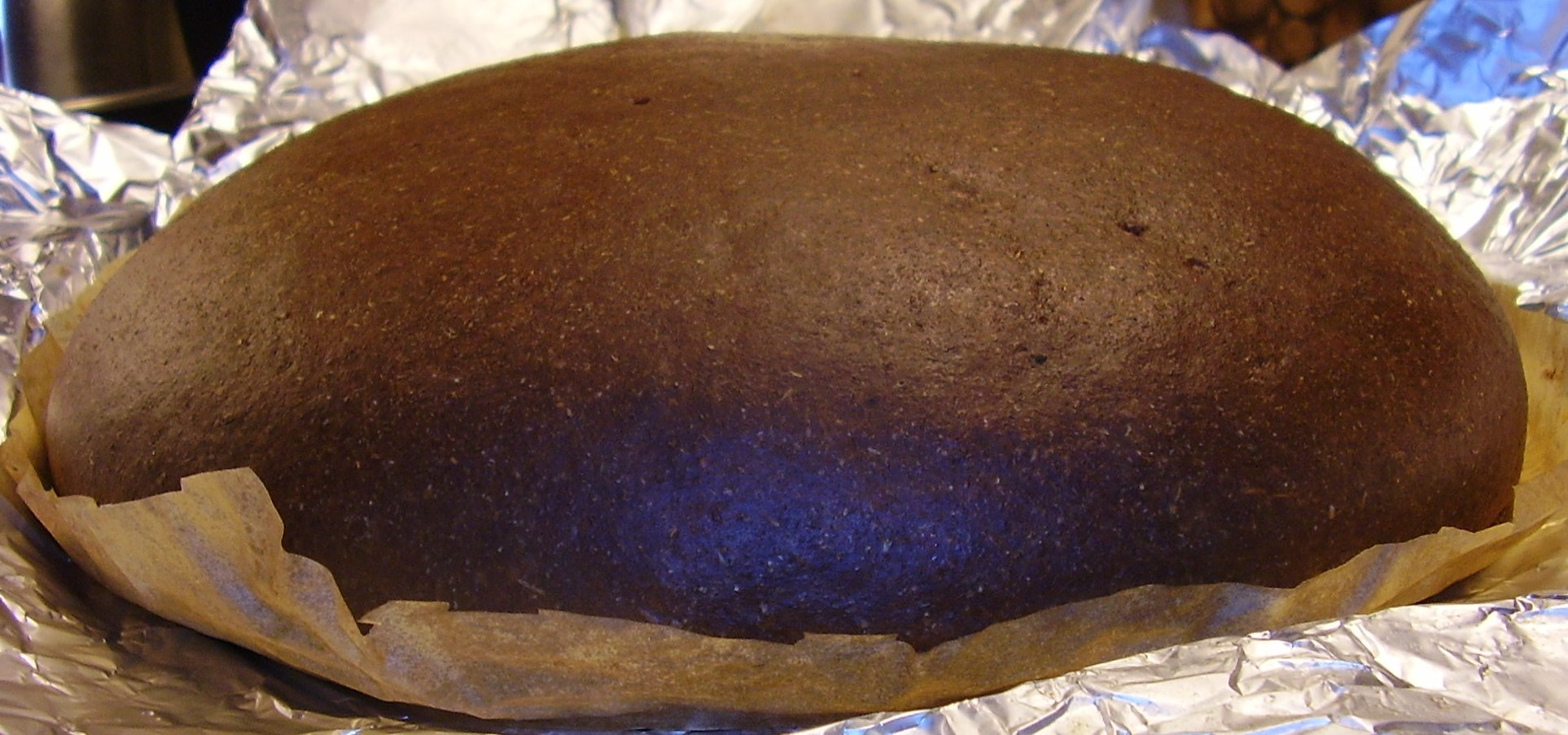
Il kalakukko della regione lacustre finlandese, tipico pranzo al sacco o cibo di strada, preparato con farina di segale, carne e pesce

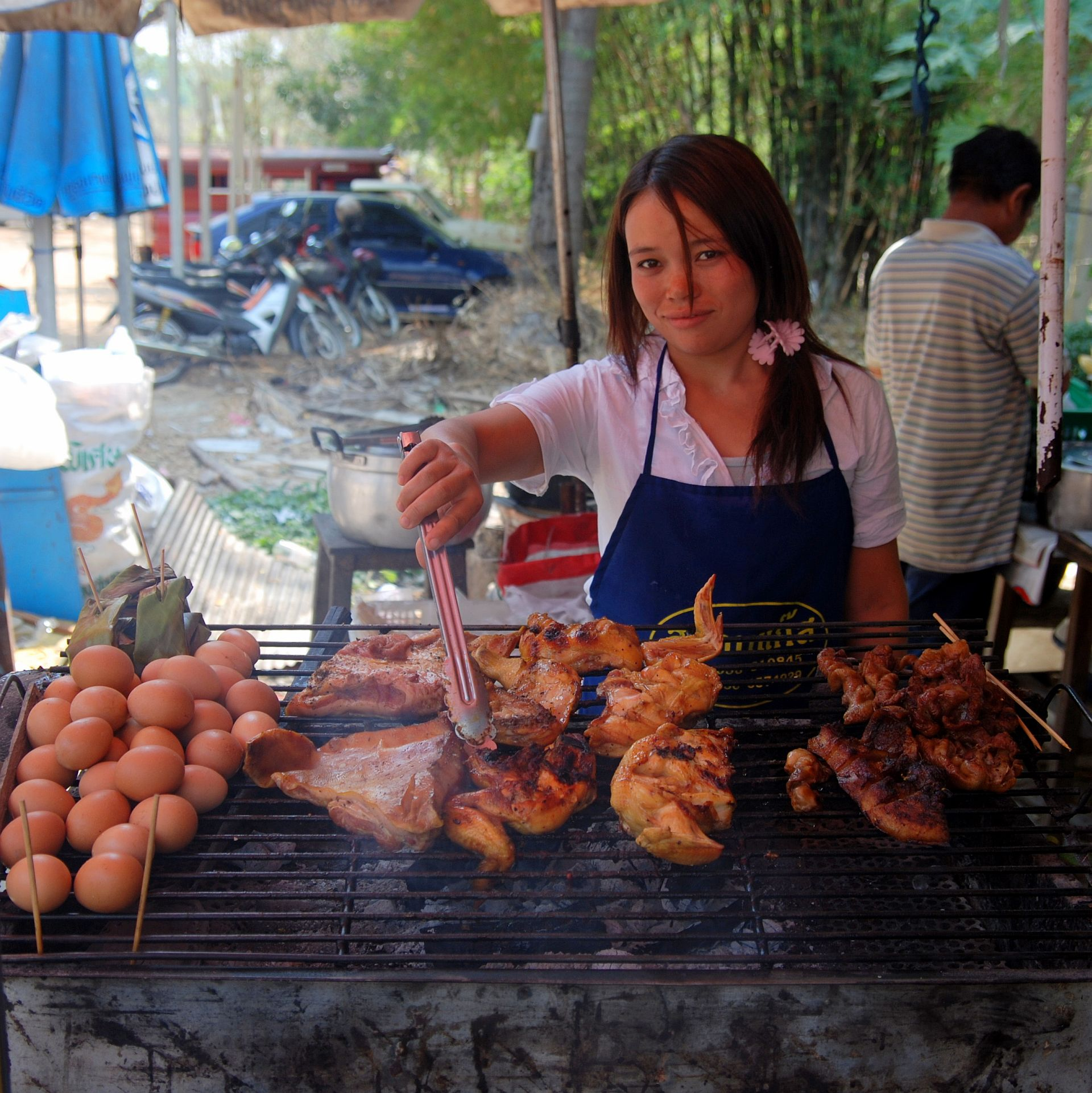
Ragazza thai intenta alla preparazione e vendita.

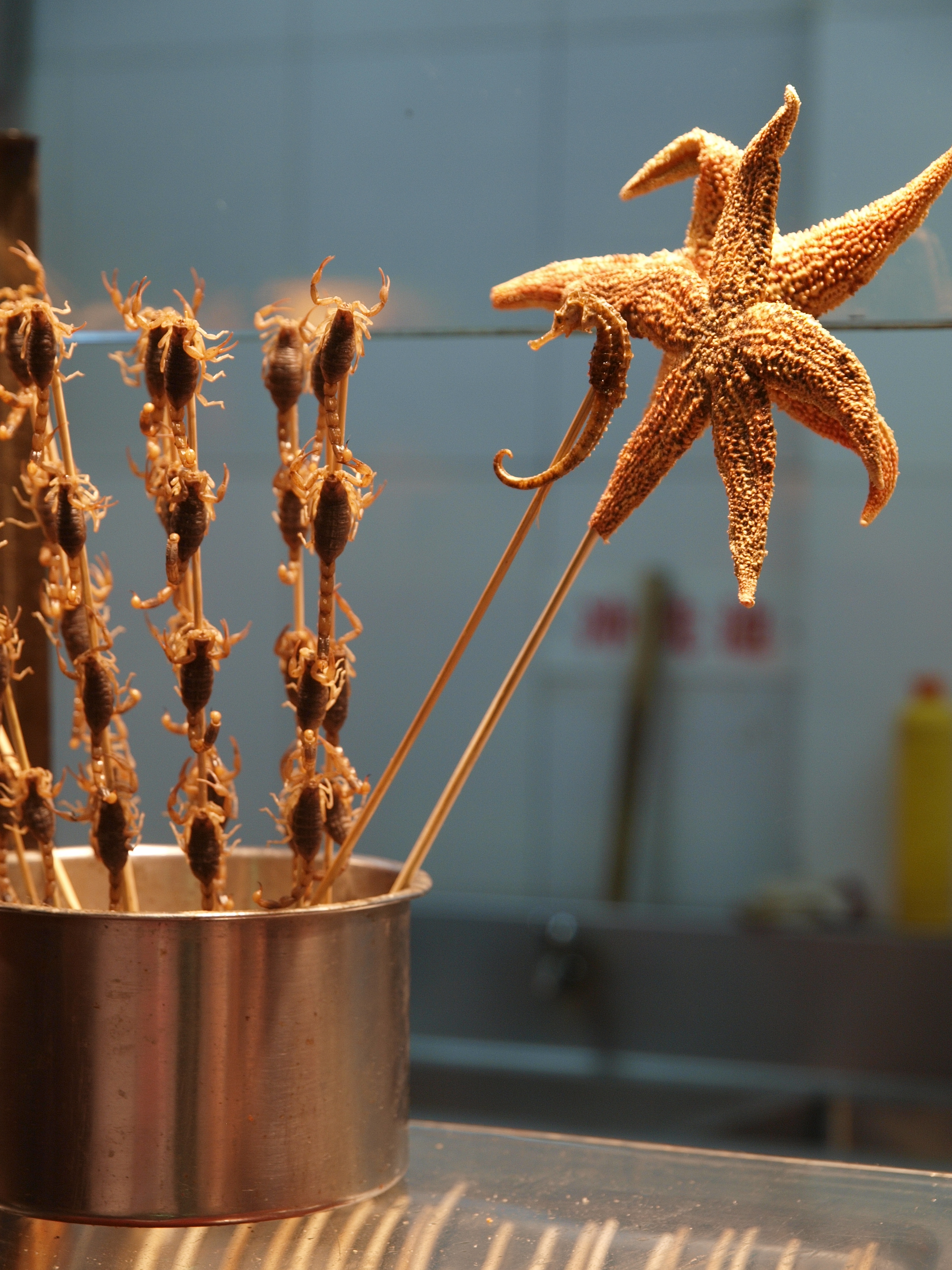
Cibo da strada in Cina: chuanr (spiedini arrosto della cucina islamica uigura) fatti con stelle, cavallucci marini e scorpioni

L'ampiezza del fenomeno alimentare, messa in risalto dalle statistiche FAO, si collega ad altri aspetti antropologici, come il rilevante ruolo occupato nell'economia mondiale, ma anche la messa in gioco di importanti valori culturali, identitari ed etnici. Spesso, infatti, i prodotti da consumare per strada sono specialità locali o regionali, come nel caso del pani câ meusa palermitano, il 'O pere e 'o musso della napoletana, la focaccia messinese, la piadina romagnola o il kalakukko della regione dei laghi finlandese.
In altri casi, invece, i prodotti non hanno un particolare legame culturale con il territorio in cui vengono offerti, o, pur avendone posseduto uno in passato, non lo conservano più, perché andato oramai perduto a seguito della loro diffusione al di fuori delle zone di origine (come è il caso della pizza e del kebab). In alcuni casi, tuttavia, la diffusione al di fuori dei confini culturali originari, anche ampia, non ne ha cancellato la connotazione etnica e identitaria.

## Aspetti alimentari
Data la dimensione economica e culturale del fenomeno, il cibo da strada riceve un notevole interesse da parte di studiosi di alimentazione e di antropologia culturale, e da parte di organizzazioni internazionali che si occupano di alimentazione e salute.

### Sicurezza alimentare
Uno degli aspetti è quello della sicurezza e della qualità nutrizionale delle preparazioni. L'Organizzazione mondiale della sanità ha individuato tre punti critici qualificanti:
1. I processi di preparazione devono essere adeguati a eliminare i rischi alimentari o a ridurli a livelli considerati accettabili.
2. Le modalità di preparazione dovrebbero prevenire la proliferazione di patogeni, lo sviluppo di tossine, e da non comportare rischi sul lavoro
3. Le modalità di preparazione e confezionamento dovrebbero garantire che i cibi non siano suscettibili di contaminazioni successive

### Valore nutritivo
Tra i problemi collegati alle preparazioni destinate al consumo per strada, è annoverato il rischio che la tendenza a una maggiore economicità del prodotto spinga i produttori a preferire l'utilizzo di grassi e oli alimentari meno costosi, e quindi meno pregiati da un punto di vista alimentare.
Altro aspetto di interesse investe la qualità di alcuni fattori nutritivi basilari: mentre la presenza di alcuni nutrienti stabili, come vitamine liposolubili e i sali minerali, è abbastanza ben garantita, esiste il rischio che alcune componenti nutritive poco stabili, come le vitamine idrosolubili, siano depauperati o distrutti dai processi di preparazione e conservazione. Date le dimensioni del fenomeno alimentare, ne risulterebbe uno scarso apporto di componenti nutritive labili nella dieta di persone che fanno largo e abituale ricorso al cibo da strada.